# Lovitură liberă directă

Lovitură liberă directă

Lovitura liberă directă în fotbal este o lovitură de pedeapsă acordată echipei adverse, în care la repunerea mingii în joc jucătorii au dreptul să o trimită direct spre poarta adversă, fără a fi atinsă mai întâi de un alt jucător, spre deosebire de lovitură liberă indirectă.